# Stacja linii radioliniowych

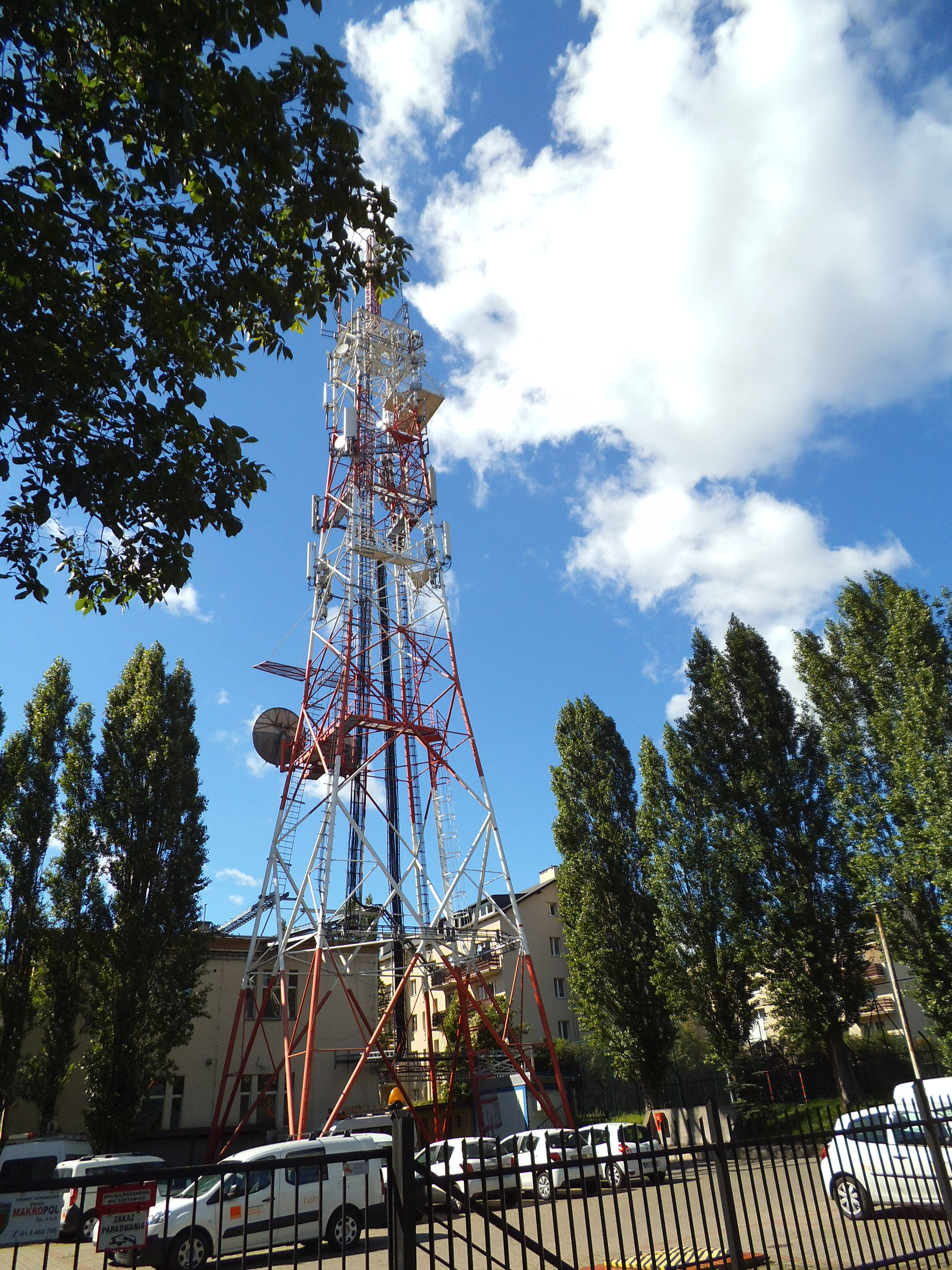
SLR Moniuszki w Toruniu

Stacja linii radiowych (SLR) – obiekt załogowy albo bezzałogowy (bezobsługowy) wyposażony w urządzenia nadawcze i nadawczo-odbiorcze. 
Z SLR nadawane mogą być programy telewizyjne lub radiowe (cyfrowo lub analogowo). Programy radiowe i telewizyjne nadawane z SLR mają z reguły zasięg kilkunastu, czasem kilkudziesięciu kilometrów – zależnie od mocy wypromieniowanej z anten oraz wysokości montażu anten.
Stacja linii radiowych może być również obiektem teletransmisyjnym dla systemów PDH i SDH o przepływności do 620 MBit/s (STM-4). SLR może być również wyposażona w urządzenia do transmisji sygnałów optycznych – światłowodowych.
Często stanowi obiekt, gdzie zlokalizowane są urządzenia operatorów sieci GSM/UMTS, dostawców bezprzewodowego internetu dla biznesu jak np. Crowley, lokalizacji pojazdów LOJACK.
Każdy z obiektów typu SLR z zasady jest wyposażany w system siłowni telekomunikacyjnej, która przemienia prąd o napięciu 230 V na napięcie 48 V, którym zasilane są wszystkie profesjonalne urządzenia telekomunikacyjne na świecie. Siłownia wyposażona w baterie akumulatorów zapewnia kilkugodzinne podtrzymanie zasilania krytycznych elementów SLR. Często Stacje Linii Radiowych wyposażane są w agregaty prądotwórcze stacjonarne, umożliwiające samodzielną pracę obiektu podczas braku zasilania z energetyki zawodowej. 
O nazwie danego obiektu wyposażonego w anteny nadawcze i nadawczo-odbiorcze z urządzeniami nadawczo-odbiorczymi decyduje przypisanie nazwy do danego obiektu przez np. spółkę EmiTel, która dysponuje danym obiektem. Przykładem jest obiekt SLR Piątkowo zlokalizowany na Piątkowie – jednej z dzielnic miasta Poznania.